# Rubén de la Red
Rubén de la Red Gutiérrez (født 5. juni 1985 i Móstoles, Spanien) er en tidligere spansk fodboldspiller, der sidst spillede som central midtbanespiller hos La Liga-klubben Real Madrid CF. Han havde, kun afbrudt af et et-årigt ophold hos Madrid-rivalerne Getafe CF, spillet for Real Madrid hele sin seniorkarriere. I 2007 var han med til at vinde det spanske mesterskab med klubben.
De la Reds ene sæson i Getafe CF var sæsonen 2007-08, dét år hvor danske Michael Laudrup var holdets træner. Her var han blandt andet med til at nå kvartfinalerne i UEFA Cuppen, samt finalen i den spanske pokalturnering Copa del Rey. Det var også i løbet af denne sæson at han kom i betragtning til landsholdet.
Den 30. oktober 2008 kollapsede Rubén de la Red i det 13. minut i en pokalkamp mod Real Unión pga. en medfødt hjertefejl. Efter lang tids overvejelse valgte spanieren at stoppe karrieren i 2010 i en alder af 25 år. 

## Landshold
De la Red står noteret for tre kampe for Spaniens landshold, som han debuterede for den 31. maj 2008 i en venskabskamp mod Peru. Efterfølgende blev han af landstræner Luis Aragonés udtaget til EM i 2008. Her var han med til at blive europamester med holdet, selvom han kun opnåede spilletid i gruppekampen mod Grækenland, hvor han også scorede sit hidtil eneste landskampsmål.

## Titler
La Liga
- 2007 med Real Madrid CF

EM
- 2008 med Spanien